# Idea Volley Sassuolo 2022-2023
Questa voce raccoglie le informazioni riguardanti l'Idea Volley Sassuolo nelle competizioni ufficiali della stagione 2022-2023.

## Stagione
Nella stagione 2022-23 l'Idea Volley Sassuolo assume la denominazione sponsorizzata di BSC Materials Sassuolo.
Partecipa per la prima volta al campionato di Serie A2 terminando il girone A della regular season al terzo posto in classifica: disputa quindi la pool promozione che chiude al nono posto.
A seguito del quarto posto in classifica al termine del girone di andata, si qualifica per la Coppa Italia di Serie A2 dove viene eliminata al primo turno dalla Libertas Martignacco.

## Organigramma societario
Area direttiva
- Presidente: Morena Balestrazzi
- Team manager: Davide Ventura
- Responsabile settore giovanile: Laura Ferrari

Area tecnica
- Allenatore: Maurizio Venco
- Allenatore in seconda: Alessandro Minghelli
- Assistente allenatore: Borislav Kroumov, Simone Zagni
- Scout man: Alessandro Vincenzi

Area comunicazione
- Responsabile comunicazione: Giorgia Casolare

Area sanitaria
- Medico: Gustavo Savino
- Preparatore atletico: Marco Serafini
- Fisioterapista: Francesco Ferraguti, Paolo Zucchi

## Rosa
| N° | Nome                | Ruolo | Data di nascita  | Nazionalità sportiva |
| -- | ------------------- | ----- | ---------------- | -------------------- |
| 1  | Valentina Pomili    | S     | 21 ottobre 1994  | Italia               |
| 2  | Federica Pelloni    | L     | 26 dicembre 2002 | Italia               |
| 5  | Alessia Masciullo   | P     | 11 novembre 2004 | Italia               |
| 6  | Karola Dhimitriadhi | S     | 8 maggio 1996    | Italia               |
| 7  | Arianna Vittorini   | S     | 5 settembre 2002 | Italia               |
| 8  | Chiara Scacchetti   | P     | 10 dicembre 1995 | Italia               |
| 9  | Martina Bondavalli  | L     | 20 gennaio 2004  | Italia               |
| 10 | Linda Manfredini    | C     | 14 maggio 2006   | Italia               |
| 11 | Vittoria Fornari    | C     | 25 gennaio 2002  | Italia               |
| 12 | Federica Busolini   | C     | 22 luglio 1999   | Italia               |
| 13 | Aurora Pistolesi    | S     | 3 giugno 1999    | Italia               |
| 14 | Paola Martínez      | O     | 5 luglio 1998    | Spagna               |
| 16 | Giada Civitico      | C     | 5 dicembre 2000  | Italia               |
| 18 | Barbara Đapić       | O     | 11 marzo 1995    | Croazia              |

## Mercato
| Acquisti | Acquisti            | Acquisti              | Acquisti   |
| R.       | Nome                | da                    | Modalità   |
| -------- | ------------------- | --------------------- | ---------- |
| L        | Martina Bondavalli  | Academy Sassuolo      | definitivo |
| C        | Federica Busolini   | Academy Sassuolo      | definitivo |
| C        | Giada Civitico      | Academy Sassuolo      | definitivo |
| O        | Barbara Đapić       | Neuchâtel             | definitivo |
| S        | Karola Dhimitriadhi | Academy Sassuolo      | definitivo |
| C        | Vittoria Fornari    | Academy Sassuolo      | definitivo |
| C        | Linda Manfredini    | Anderlini             | definitivo |
| O        | Paola Martínez      | Haris                 | definitivo |
| P        | Alessia Masciullo   | Wealth Planet Perugia | definitivo |
| L        | Federica Pelloni    | CLAI Imola            | definitivo |
| S        | Aurora Pistolesi    | Marsala               | definitivo |
| S        | Valentina Pomili    | Olimpia Teodora       | definitivo |
| P        | Chiara Scacchetti   | Marsala               | definitivo |
| S        | Arianna Vittorini   | San Casciano          | definitivo |

| Cessioni | Cessioni      | Cessioni | Cessioni   |
| R.       | Nome          | a        | Modalità   |
| -------- | ------------- | -------- | ---------- |
| O        | Barbara Đapić | Olomouc  | definitivo |

## Risultati

### Serie A2

#### Girone di andata
| 1ª Giornata - 23 ottobre 2022 Palestra Vezio Magagni, Castelnuovo Rangone | Montale        | 2 - 3 | Idea Sassuolo     | 25-21, 27-25, 16-25, 17-25, 10-15 |
| 2ª Giornata - 30 ottobre 2022 PalaPaganelli, Sassuolo                     | Idea Sassuolo  | 3 - 2 | Millenium Brescia | 24-26, 27-25, 22-25, 25-16, 15-12 |
| 3ª Giornata - 6 novembre 2022 PalaPaganelli, Sassuolo                     | Idea Sassuolo  | 3 - 0 | Esperia           | 25-15, 25-22, 25-21               |
| 4ª Giornata - 9 novembre 2022 PalaBorsani, Castellanza                    | Futura Giovani | 3 - 2 | Idea Sassuolo     | 25-18, 28-26, 27-29, 21-25, 15-11 |
| 5ª Giornata - 13 novembre 2022 PalaPaganelli, Sassuolo                    | Idea Sassuolo  | 3 - 0 | Hermaea           | 25-17, 25-16, 25-22               |
| 6ª Giornata - 20 novembre 2022 PalaSanbapolis, Trento                     | Trentino       | 3 - 1 | Idea Sassuolo     | 25-15, 21-25, 25-20, 25-14        |
| 7ª Giornata - 23 novembre 2022 PalaPaganelli, Sassuolo                    | Idea Sassuolo  | 2 - 3 | Lecco Picco       | 25-16, 22-25, 26-24, 22-25, 9-15  |
| 8ª Giornata - 27 novembre 2022 PalaManera, Mondovì                        | Mondovì        | 3 - 1 | Idea Sassuolo     | 25-17, 25-18, 25-27, 25-20        |
| 9ª Giornata - 4 dicembre 2022 PalaPaganelli, Sassuolo                     | Idea Sassuolo  | 3 - 1 | Club Italia       | 25-17, 22-25, 25-14, 25-18        |
| 10ª Giornata - 11 dicembre 2022 PalaCoim, Offanengo                       | Offanengo      | 2 - 3 | Idea Sassuolo     | 25-12, 25-17, 23-25, 18-25, 11-15 |
| 11ª Giornata - 18 dicembre 2022 PalaPaganelli, Sassuolo                   | Idea Sassuolo  | 3 - 1 | Alba              | 25-17, 28-30, 25-14, 25-23        |

#### Girone di ritorno
| 12ª Giornata - 26 dicembre 2022 PalaPaganelli, Sassuolo           | Idea Sassuolo     | 3 - 1 | Montale        | 25-18, 30-32, 25-22, 25-19        |
| 13ª Giornata - 8 gennaio 2023 PalaGeorge, Montichiari             | Millenium Brescia | 1 - 3 | Idea Sassuolo  | 28-30, 25-23, 22-25, 23-25        |
| 14ª Giornata - 14 gennaio 2023 PalaRadi, Cremona                  | Esperia           | 0 - 3 | Idea Sassuolo  | 17-25, 23-25, 15-25               |
| 15ª Giornata - 22 febbraio 2023 PalaPaganelli, Sassuolo           | Idea Sassuolo     | 3 - 1 | Futura Giovani | 25-22, 17-25, 25-21, 25-14        |
| 16ª Giornata - 22 gennaio 2023 Geopalace, Olbia                   | Hermaea           | 0 - 3 | Idea Sassuolo  | 26-28, 22-25, 20-25               |
| 17ª Giornata - 5 febbraio 2023 PalaPaganelli, Sassuolo            | Idea Sassuolo     | 0 - 3 | Trentino       | 18-25, 23-25, 23-25               |
| 18ª Giornata - 8 febbraio 2023 PalaBione, Lecco                   | Lecco Picco       | 1 - 3 | Idea Sassuolo  | 28-30, 24-26, 25-19, 18-25        |
| 19ª Giornata - 12 febbraio 2023 PalaPaganelli, Sassuolo           | Idea Sassuolo     | 2 - 3 | Mondovì        | 25-19, 25-12, 16-25, 16-25, 11-15 |
| 20ª Giornata - 18 febbraio 2023 Centro Pavesi, Milano             | Club Italia       | 1 - 3 | Idea Sassuolo  | 25-22, 19-25, 23-25, 17-25        |
| 21ª Giornata - 26 febbraio 2023 PalaPaganelli, Sassuolo           | Idea Sassuolo     | 3 - 0 | Offanengo      | 25-23, 25-20, 25-17               |
| 22ª Giornata - 5 marzo 2023 PalaFrancescucci, Casnate con Bernate | Alba              | 2 - 3 | Idea Sassuolo  | 25-27, 25-21, 25-27, 25-19, 11-15 |

#### Pool promozione
| 1ª Giornata - 12 marzo 2023 Palazzetto dello Sport, Latisana                  | Talmassons       | 3 - 1 | Idea Sassuolo        | 23-25, 25-18, 25-15, 25-19 |
| 2ª Giornata - 19 marzo 2023 PalaPaganelli, Sassuolo                           | Idea Sassuolo    | 0 - 3 | Libertas Martignacco | 22-25, 18-25, 20-25        |
| 3ª Giornata - 25 marzo 2023 Palazzetto dello Sport, Guidonia Montecelio       | Roma Club        | 3 - 0 | Idea Sassuolo        | 25-13, 25-21, 25-11        |
| 4ª Giornata - 2 aprile 2023 Palazzetto dello Sport, San Giovanni in Marignano | Adolfo Consolini | 3 - 0 | Idea Sassuolo        | 25-16, 25-23, 25-21        |
| 5ª Giornata - 8 aprile 2023 PalaPaganelli, Sassuolo                           | Idea Sassuolo    | 3 - 1 | Soverato             | 25-23, 20-25, 25-18, 25-18 |
| 6ª Giornata - 16 aprile 2023 PalaPaganelli, Sassuolo                          | Idea Sassuolo    | 1 - 3 | Montecchio Maggiore  | 22-25, 25-23, 19-25, 19-25 |

### Coppa Italia di Serie A2
| Ottavi di finale - 11 gennaio 2023 PalaPaganelli, Sassuolo | Idea Sassuolo | 2 - 3 | Libertas Martignacco | 23-25, 25-20, 26-28, 25-22, 11-15 |

## Statistiche

### Statistiche di squadra
| Competizione             | Punti | In casa | In casa | In casa | In trasferta | In trasferta | In trasferta | Totale | Totale | Totale |
| Competizione             | Punti | G       | V       | P       | G            | V            | P            | G      | V      | P      |
| ------------------------ | ----- | ------- | ------- | ------- | ------------ | ------------ | ------------ | ------ | ------ | ------ |
| Serie A2                 | 50    | 14      | 9       | 5       | 14           | 8            | 6            | 28     | 17     | 11     |
| Coppa Italia di Serie A2 |       | 1       | 0       | 1       | 0            | 0            | 0            | 1      | 0      | 1      |
| Totale                   | -     | 15      | 9       | 6       | 14           | 8            | 6            | 29     | 17     | 12     |

G = partite giocate; V = partite vinte; P = partite perse 

### Statistiche dei giocatori
| Giocatore       | Serie A2 | Serie A2 | Serie A2 | Serie A2 | Serie A2 | Coppa Italia di Serie A2 | Coppa Italia di Serie A2 | Coppa Italia di Serie A2 | Coppa Italia di Serie A2 | Coppa Italia di Serie A2 | Totale | Totale | Totale | Totale | Totale |
| Giocatore       | P        | PT       | AV       | MV       | BV       | P                        | PT                       | AV                       | MV                       | BV                       | P      | PT     | AV     | MV     | BV     |
| --------------- | -------- | -------- | -------- | -------- | -------- | ------------------------ | ------------------------ | ------------------------ | ------------------------ | ------------------------ | ------ | ------ | ------ | ------ | ------ |
| M. Bondavalli   | 17       | 8        | 4        | 0        | 4        | 1                        | 4                        | 2                        | 1                        | 1                        | 18     | 12     | 6      | 1      | 5      |
| F. Busolini     | 28       | 273      | 215      | 36       | 22       | 1                        | 7                        | 5                        | 0                        | 2                        | 29     | 280    | 220    | 36     | 24     |
| G. Civitico     | 28       | 283      | 187      | 75       | 21       | 1                        | 14                       | 9                        | 1                        | 4                        | 29     | 297    | 196    | 76     | 25     |
| B. Đapić        | 11       | 17       | 14       | 2        | 1        | -                        | -                        | -                        | -                        | -                        | 11     | 17     | 14     | 2      | 1      |
| K. Dhimitriadhi | 13       | 1        | 0        | 0        | 1        | 1                        | 0                        | 0                        | 0                        | 0                        | 14     | 1      | 0      | 0      | 1      |
| V. Fornari      | 2        | 0        | 0        | 0        | 0        | -                        | -                        | -                        | -                        | -                        | 2      | 0      | 0      | 0      | 0      |
| L. Manfredini   | 28       | 405      | 331      | 30       | 44       | 1                        | 18                       | 14                       | 1                        | 3                        | 29     | 423    | 345    | 31     | 47     |
| P. Martínez     | 13       | 67       | 52       | 9        | 6        | 1                        | 16                       | 13                       | 2                        | 1                        | 14     | 83     | 65     | 11     | 7      |
| A. Masciullo    | 12       | 8        | 8        | 0        | 0        | 1                        | 2                        | 2                        | 0                        | 0                        | 13     | 10     | 10     | 0      | 0      |
| F. Pelloni      | 28       | 0        | 0        | 0        | 0        | 1                        | 0                        | 0                        | 0                        | 0                        | 29     | 0      | 0      | 0      | 0      |
| A. Pistolesi    | 25       | 401      | 353      | 27       | 21       | 1                        | 10                       | 6                        | 1                        | 3                        | 26     | 411    | 359    | 28     | 24     |
| V. Pomili       | 11       | 153      | 130      | 17       | 6        | -                        | -                        | -                        | -                        | -                        | 11     | 153    | 130    | 17     | 6      |
| C. Scacchetti   | 25       | 50       | 33       | 2        | 15       | 1                        | 1                        | 0                        | 0                        | 1                        | 26     | 51     | 33     | 2      | 16     |
| A. Vittorini    | 17       | 108      | 99       | 6        | 3        | 0                        | 0                        | 0                        | 0                        | 0                        | 17     | 108    | 99     | 6      | 3      |

P = presenze; PT = punti totali; AV = attacchi vincenti; MV = muri vincenti; BV = battute vincenti